# Мурузі Дмитро Олександрович
Дмитро́ Олекса́ндрович Мурузі́ (нар. ? — пом. ?) — князь, камер-юнкер, колезький радник, скарбник (рос. казначей) управління справами великого князя Дмитра Костянтиновича (онука Миколи I).

## Життєпис

### Родина
Народився у князівській родині, яка походить з Константинополя і 1204 року переселилася до Трапезунта.

### Навчання
Маючи свідоцтво про закінчення 3 класів 1904 року допущений до іспитів зрілості у чоловічій гімназії міста Златопіль, успішно їх склав і отримав атестат за № 741.

### Трудова діяльність
У 1911-1912 роках — секретар Управління справами Його Імператорської Величності Великого Князя Дмитра Костянтиновича у чині губернський секретар (онука Миколи I).

### Сім'я
Дружина Марія Мануїлівна.
Діти:
- Син Олександр (нар. 16 червня 1908, Москва — пом. 7 квітня 1933, Лезен, Швейцарія[5].

## Нагороди
- Орден Святого Станіслава 3 ступеня[1];
- Медаль «У пам'ять 300-річчя царювання дому Романових»[1].